# Lago di Palo
Il lago di Palo  era un piccolo lago a carattere principalmente paludoso che occupava una depressione situata tra il gruppo montuoso dei monti Marzano ed Eremita e gli abitati attuali di Palomonte (fino al 1861 Palo)  in provincia di Salerno.
Aveva un perimetro di circa 2 miglia ed era privo di corsi d'acqua emissari. Agli inizi del 1800 l'amministrazione del Regno delle Due Sicilie predispose uno studio per il suo prosciugamento che venne realizzato durante il Regno d'Italia nel 1880.